# 秘鲁亚马逊神话
秘鲁亚马逊的神话故事和传说是秘鲁亚马逊平原与邻国的土著流行文化的一部分。神话与传说是当地传统的基础。它们自然地代代相传。另外，就亚马逊族裔而言，这些神话与传说是他们世界观的一部分。是他们欣赏和认识世界，生活和人类的一种方式。神话般的欣赏给这些族裔一个生活的方向，并将其带入了丛林的壮丽。
傍晚时，在河岸或屋内：村庄，村落或土著社区，人们之间讲述着神话和传说。在近500年间，西方通过传教士殖民者，对亚马逊文化进行了渗透。但是很多治疗仪式可能还保留其原始性。例如 "死藤水"仪式。
在那里，只要有人触及到这个话题， 老人们，不管男女，都会讲述不可思议的野兽、幽灵、巫术、魔法、住在山里的妖怪和咒语，在场的人们定会带着热情和尊重倾听。
但是，如果我们不把这些极为宝贵的故事、神话和传说保存下来，随着时间的推移，可能会像这片福地上的许多财富一样消失。这就是为什么会发布这些叙事性的宝藏，主要目的是让后代更完整地了解我们的真实面，让人们在记忆中完整地保存这些神话和传说，以便他们能转述给他们的后代。

## 萨查玛玛 (Sachamama) / 雅库玛玛 (Yacumama)
萨查玛玛 (雅库玛玛) 是一条巨大又孤独的蛇，住在丛林深处的沼泽里面。它活到大概一千年左右，身体会重到无法继续爬行。因此，它会寻找一个长期栖息地。用它强而有力的尾巴弄出一个足够宽敞的空间，它的头就躺在那里，静静地等待着。它发挥出巨大的吸引力将猎物引到它监管的领地，也就是它头前的那块空地。
任何无知或粗心大意经过那里的动物和人，都很难分辨出巨蛇的头部。这些可怜的人将死得很惨，一切都快得使他们来不及反应，一旦落入萨查玛玛的吸引力范围后，巨兽就会用它强力的下颚咬住猎物，很快地粉碎并吞下猎物。满足饥饿感之后，这只巨蟒就会安然入睡很长一段时间。
根据其他奇幻的传说，这条巨蟒是河流、大地或丛林灵魂的化身。

## 顿切
顿切，源于伊内神话，是一种在秘鲁丛林的黑夜里游荡的生物，就像是一个悲哀中的鬼魂。有人说长得像鸟类，有人说长得像是魔法师，有人说是鬼怪，喜欢吓唬人。然而，它非善非恶， 而是这两者之间的平衡点，反映出它所遇到的人的真实自我。也就是说，如果是一个坏人，顿切会让他为自己造成的伤害付出代价，如果是个好人，只会让他记住不     用怕自己。没有人见过它，因为它没有具体的形态，怕它的人都经历过他复仇的阴影。在黑暗中，它吹出刺耳的口哨声，这声音持续到遥远的天际间才消失，但是当它再次不停地在屋顶上或村庄周围吹口哨时，人们相信这意味着厄运，疾病和死亡。 取笑或侮辱它的话，可能会对那无礼的人造成不堪设想的后果，因为会激怒它，然后它透过吹口哨发动攻击，对那个人穷追不舍，以至于最勇敢的人也会惊慌失措，这可能导致精神错乱或死亡。 

## 辛皮剌（Simpira）
辛皮剌是班辛内特（班辛内特是秘鲁亚马逊河流域中希皮博原住民世界观的四个世界之一）或黄色世界的主人（这种颜色在皮博原住民世界观中代表疾病）。人们把辛皮剌描绘成一只巨大的黑色美洲豹。在一些神话中，辛皮剌的头上有麋鹿或者安第斯鹿（taruca）的犄角。辛皮剌真正的特点是它的一条前腿是卷曲的，而且是白色的，这一条腿可以伸长，仿佛是一条无限长的蛇。辛皮剌用它可伸长的腿来捕捉有罪和被诅咒的人们，这些人将跟其他罪人们被困于辛皮剌所处的地狱里。辛皮剌将困住的罪人们变成野兽，永远成为它的随从。

## 象龟玛玛
传说中, 这种名为 "象龟玛玛" (Motelo Mama) 的生物，是一只巨大的陆龟，它的壳上生长着一片巨大的丛林。据说象龟玛玛是亚马逊雨林中所有陆龟的母亲，而且它长时间保持静止不动。它们的外壳上，生长着一种类似于“丛林”的东西，这些植物有助于欺骗猎物，使它们因为看不到任何危险而毫无畏惧的接近它。
当这生物移动时，据说会引起地面的巨大震动，水流像灾难般地翻滚。关于象龟玛玛的推测寿命，许多人说它生命无限长，长久到它被认为是长生不死的。

## 丘拉查基（El Chullachaqui）
丘拉查基是丛林中的妖精或小恶魔，身材矮小。当它去农场工作或散步时，总是穿着一件彩色的小斗篷。当它想抓住一个美丽的新少女，并让她在丛林里永远消失时，它会变成任何人或动物。据说在丛林中迷路的人经常会遇到它。
在现实世界中，丘拉查基不再出现。它的受害者变成了妖精军团的一员，而它就是军团的绝对领导。在丛林深处，它拥有农场来种植有毒食物，类似于马铃薯、木薯等根茎类蔬菜。
如果我们去丛林，无缘无故地遇见一个家人或其他亲人，我们必须小心谨慎。因为肯定是丘拉查基化身成那个人的模样，想让我们迷失于山中。我们只有设法发现它形状像山羊腿的左脚，才能逃脱它的 “魔力” 。不过也有少部分的传言说，它们的脚的形状可能像其他动物的脚，甚至是向后翻转的人脚。 

## 骡子女人（La Runamula）
Runa的意思是 “女人或人类” ，而mula是骡子，是马和驴的杂交种，骡子女人是一个可怕的生物。随着第一批西班牙传教士的到来，这个传说诞生了。传言当一个已婚或已订婚的本地女子或是混血女子勾引传教士，或者被传教士征服时，她就会被一个奇怪的咒语变成一个有骡子身体的妖精，并有着女人的头和胸部。它在满月之夜游荡，当它漫无目的地在周围地区疾驰时，它可怕的嘶鸣声和马蹄声吓坏了村庄和农舍的居民。
人们立刻知道那里有一个发生禁忌关系的女人. 然后，最勇敢的居民会追赶被诅咒的生物，看看当诅咒消失时它会跑进哪间屋子或者会去哪里。被发现的不忠妇女不得不被带到一个强大的法师那里，通过死藤水的洗浴和疗程来治愈她，使她摆脱因维持被禁止的爱情的诅咒。